# DartyBox
DartyBox est un fournisseur d'accès à Internet, initialement créé le 17 octobre 2006 par Darty et maintenant filiale de Bouygues Telecom le 3 mai 2012.
L'offre initiale comprenait une « box »/modem ADSL. Deux versions ADSL sont sorties : la V1 fabriquée par Sagem (F@st 33) et la V2 fabriquée par Bewan (iBox).

## Histoire
Le 22 octobre 2008, l'offre s'est enrichie avec DartyBox THD (très haut débit), basée sur le réseau câble/fibre optique du câblo-opérateur Numericable, à la suite du rapprochement avec Completel France. Par conséquent, une nouvelle box est sortie (Netgear, même box que Numericable).
Le décodeur TV est de marque Sagem pour les abonnés ADSL (Premium ou non) ainsi que pour les abonnés THD (modèles différents).
Le 20 avril 2010, DartyBox propose gratuitement la vidéosurveillance ainsi que l'accès à distance à ses clients.
Le 15 février 2011, DartyBox propose également un service de téléphonie mobile permettant de faire évoluer son offre vers le Quadruple play.
Le 3 mai 2012, Bouygues Telecom annonce le rachat des activités accès internet (ADSL et fibre) et téléphonie mobile de Darty.

## Identité visuelle (logo)

Logo de DartyBox du 17 octobre 2006 au 12 décembre 2016.

### Slogans
- Votre multimédia ne pense qu'à ça.